# Lepus habessinicus
Lepus habessinicus (Заєць абіссинський) — вид ссавців ряду Зайцеподібні.

## Поширення
Країни проживання: Джибуті, Еритрея, Ефіопія, Сомалі, Судан. Цей вид може бути знайдений на висоті від рівня моря до 2000 або навіть 2500 м. Займає різні місця проживання: відкриті луки, степи і савани, пустельні райони з деякою кількістю чагарнику.  

## Поведінка
Є підозра, що веде нічний спосіб життя.  

## Морфологічні ознаки
Довжина голови й тіла цього виду 40-55 см, вага близько 2 кг. Колір спини корицево-коричневий з чорним або строкато-чорним малюнком. Хвіст чорний на верхній стороні, нижня сторона біла. Вуха дуже довгі.